# Entedon laticeps
Entedon laticeps är en stekelart som först beskrevs av Alan Parkhurst Dodd 1917.  Entedon laticeps ingår i släktet Entedon och familjen finglanssteklar. Inga underarter finns listade i Catalogue of Life.